# The New-England Magazine
The New-England Magazine war eine amerikanische Monatszeitschrift, die von 1831 bis 1835 in Boston erschien.

## Geschichte
Das Magazin wurde 1831 von Joseph T. Buckingham gegründet. Zunächst übernahm dessen Sohn Edwin Buckingham den Großteil der herausgeberischen Pflichten, er starb jedoch 1833 an Tuberkulose. 1834 engagierte Buckingham dann Samuel G. Howe und John O. Sargent als Herausgeber; nach nicht einmal einem Jahr wurden sie wiederum von Park Benjamin abgelöst, der den Bankrott des Blattes jedoch nicht verhindern konnte.
In den nur fünf Jahren seines Bestehens galt das New-England Magazine trotz einer wohl sehr überschaubaren Auflage als eine der herausragenden Publikumszeitschriften Neuenglands, wenn nicht der Vereinigten Staaten. Politisch war das Blatt wie seine Leserschaft konservativ geprägt und propagierte häufig Standpunkte der Whigs; zu seinen Autoren zählten so etwa Daniel Webster und Joseph Story. Der redaktionelle Schwerpunkt lag indes weniger auf explizit politischen denn auf kulturellen Themen. Mehrere der führenden amerikanischen Schriftsteller veröffentlichten im New-England Magazine, so etwa Henry Wadsworth Longfellow und John Greenleaf Whittier. Die ersten Essays von Oliver Wendell Holmes’ The Autocrat of the Breakfast Table erschienen erstmals in seinen Seiten, ebenso 15 Erzählungen von Nathaniel Hawthorne, darunter Young Goodman Brown, The Ambitious Guest, The Gray Champion und Mr. Higginbotham's Catastrophe.

## Sekundärliteratur
- Ronald Lora und William Henry Longton (Hrsg.): The Conservative Press in Eighteenth- and Nineteenth-century America. Greenwood Press, Westport CT 1999. ISBN 0-313-31043-2